# Leonid Kizim
Leonid Kizim (Oblast de Donetsk, 5 de agosto de 1941 – Moscou, 14 de junho de 2010) foi um cosmonauta soviético, veterano de três missões no espaço.
Kizim nasceu na vila de Krasny Liman, Oblast de Donetsk, hoje Ucrânia.  Piloto de teste da Força Aérea Soviética, foi selecionado como cosmonauta em 23 de outubro de 1965.
Subiu ao espaço como comandante pela primeira vez em 1980, a bordo da nave Soyuz T-3.  Nessa missão fez reparos na estação MIR, no espaço, com auxilio da nave Salyut 6.  Em sua segunda missão, no comando da Soyuz T-10 à estação Salyut 7, ficou por 8 meses no espaço, executando experiências na área da medicina espacial, astronomia e indústria espacial.  Em 1986, realizou sua terceira missão de comando, agora da Soyuz T-15, quando ativou a nova MIR.  Também foi sub-comandante da nave Soyuz T-2.
Ficou, no total 374 dias 17 horas e 56 minutos no espaço, durante as quatro missões espaciais de que participou.
Kizim aposentou-se no dia 13 de junho de 1987, após 32 anos de serviço junto à Roskosmos. Morreu em 2010, aos  68 anos. Foi condecorado duas vezes como Herói da União Soviética e três vezes com a Ordem de Lenin.